# Râul Văereni
Râul Văereni este un curs de apă, afluent al râului Tazlău. 